# Marek Štipčák
Marek Štipčák (* 6. září 2001 Kyjov) je český lední hokejista hrající na postu brankáře.

## Život
S hokejem začínal v hodonínském hokejovém klubu. Ročník 2014/2015 strávil v jeho výběru do šestnácti let, nicméně po sezóně měnil působiště, když přešel do mládeže v Havířově. Za muže tohoto celku prvně nastoupil v ročníku 2020/2021 a od následující sezóny (2021/2022) se již stal členem jejich kádru. V dalším ročníku si navíc v rámci střídavých startů odskočil na jedno utkání do týmu šumperských Draků.
Před sezónou 2023/2024 změnil své působiště a přestoupil do Prostějova, kde se měl stát dvojkou za Jaroslavem Pavelkou, avšak nakonec kvůli Pavelkově zranění patřil k důležitým hráčům svého týmu. Na jedno utkání odtud však v Havířově hostoval. Svými výkony si již na začátku roku 2024 vysloužil od vedení prostějovského klubu nabídku na spolupráci až do konce ročníku 2025/2026, kterou se rozhodl přijmout, a proto i v sezóně 2024/2025 opět nastupoval za tým z Prostějova.